# Le Mesnil-Opac
Le Mesnil-Opac és un ancti municipi francès situat al departament de la Manche i a la regió de Normandia. L'any 2019 tenia 261 habitants. Des del 1r de gener de 2016 va integrar-se com a municipi delegat dins del municipi nou de Moyon Villages.

## Demografia
El 2007 tenia 252 habitants. Hi havia 93 famílies i 110 habitatges. La població ha evolucionat segons el següent gràfic:

## Economia
El 2007 la població en edat de treballar era de 160 persones. Hi havia unes poques empreses de construcció i de serveis de proximitat. L'any 2000 hi havia 18 explotacions agrícoles que conreaven un total de 370 hectàrees.